# San Gregorio (Soria)
San Gregorio es un lugar del municipio español de Almarza, perteneciente a la provincia de Soria, en la comunidad autónoma de Castilla y León.

## Geografía
San Gregorio, un barrio de Matute de la Sierra, pertenece al partido judicial de Soria y a la comarca de Almarza.

## Historia
Su origen hay que buscarlo en el documento redactado en Medina del Campo y fechado el 29 de julio de 1461, por el cual el rey Enrique IV de Castilla daba permiso a Diego de Medrano a edificar esta casa fuerte sobre tierras del mayorazgo que fundara su antepasada Doña Catalina Rodríguez de Medrano, viuda de Gregorio Gil de Cabanillas, en 1394.
A la caída del Antiguo Régimen la localidad se integró en municipio constitucional, entonces conocido como Matute de la Sierra y San Gregorio en la región de Castilla la Vieja, partido de Soria que en el censo de 1842 contaba con 16 hogares y 68 vecinos.

## Lugares de interés
- Casa fuerte gótica, cuyo origen hay que buscarlo en el documento redactado en Medina del Campo y fechado el 29 de julio de 1461, por el cual el rey don Enrique daba permiso a don Diego de Medrano a edificar esta casa fuerte.
- Iglesia de San Gregorio, renacentista.
- Convento de Dominicos, con dos pandas y arquerías del siglo XVI. Casa fuerte, convento e iglesia forman un único conjunto arquitectónico.
- Torre medieval, a escasos metros del palacio, de los siglos XI-XII.